# اشتاوفر

نشان خاندان اشتاوفر.

اِشتاوفِر (به آلمانی :Stauffer ) نام یکی از خاندان‌های آلمانی بود.
در سدهٔ دوازدهم میلادی گروهی از نجیب‌زادگان آلمان به‌دنبال اسم خود، نام محل زاد و ولد خویش را نیز اضافه نموده و بدین ترتیب «اشتاوف» که بر روی ارتفاعات هوهنشتاوفن -در حوالی گوپینگن- قرار دارد منشأ ظهور این سلسله شد. هاینریش چهارم مجبور شد با این گروه متحد شود و بالاجبار دختر خود آگنس را به‌همسری فریدریش درآورد. این ازدواج به‌اهمیت و اعتبار «اشتاوفرها» افزود و چون پس از مرگ هاینریش پنجم -برادر آگنس- که هیچ جانشین بلاواسطه‌ای از خود به جای نگذاشته بود، اختلاف بر سر تصاحب تاج و تخت شدت یافت. پس از درگیری یک سلسله جنگ‌های داخلی سرانجام در سال (۱۱۲۵ میلادی) کنراد اشتاوفر به‌سلطنت رسید. آخرین پادشاه این سلسله کنراد چهارم بود که در سال (۱۲۵۰ میلادی) به‌تخت نشست و تا سال (۱۲۵۴ میلادی) سلطنت کرد. اشتاوفرها بااستعدادترین و برجسته‌ترین سلاطین آلمان بودند و از تحولات فرهنگی زمان خود استقبال کردند. این دوران به‌عنوان دوره شکوفایی آلمان در تاریخ ضبط شده و نام آن‌ها همواره مایه امیدواری مردم بوده‌است.

## فریدریش یکم، بارباروسا
پس از مرگ کنراد در سال (۱۱۵۲ میلادی)، فریدریش یکم، معروف به بارباروسا به‌پادشاهی انتخاب شد. وی که از طرف مادری به ولف‌ها نسبت می‌برد، در تحکیم روابط و اتحاد بین طوایف مدعی سلطنت در نقاط پراکنده آلمان، نقش عمده‌ای به عهده داشت. بارباروسا در سال (۱۱۵۶ میلادی) نیز با هاینریش شیر که حاکم زاکسن و بایرن بود، متحد شد و به‌طایفه مادری خود -ولف‌ها- سرزمین و موینسن.

## هاینریش ششم
هاینریش ششم پسر فریدریش بارباروسا، پس از لشکرکشی پدرش به ایتالیا و تصرف بخشی از آن سرزمین، با دودمان پادشاهان نورمن متحد شد. در زمان قیصر هاینریش ششم دامنه امپراتوری او از دریای شمال و دریای غرب تا جزیره سیسیل وسعت داشت.

## فریدریش دوم
این پادشاه نابغه که از طرف مردم به لقب «اعجوبه زمان» ملقب شده بود، یکی از برگزیده‌ترین پادشاهان آلمانی-رومی قرون وسطا است. او تحصیلکرده‌ای بود دانشمند که به چندین زبان خارجی تسلط داشت. قیصر فریدریش دوم در تمام عمر علاقه و احترام خود را به دین اسلام آشکار می‌نمود در ضمن از تعقیب منافقان و مشرکان مسیحی نیز کوتاهی نمی‌کرد.

## پایان کار اشتاوفرها
پس از مرگ فریدریش دوم، پایه‌های قدرت و شوکت سلطنت اشتاوفرها ابتدا در آلمان و سپس در ایتالیا درهم شکست. کنراد چهارم آخرین وارث بلاواسطه تاج و تخت این خاندان، در سال (۱۲۵۴ میلادی) درگذشت.

## پادشاهان معروف اشتاوفر
- فریدریش اول، بارباروسا، ۱۱۵۲–۱۱۹۰
- هاینریش ششم، قیصر، ۱۱۶۹–۱۱۹۷
- فیلیپ فن شوابن، قیصر، ۱۱۹۸–۱۲۰۸
- فریدریش دوم، قیصر، ۱۲۲۰–۱۲۵۰
- کنراد چهارم، ۱۲۳۷–۱۲۵۴